# Murray Craven
Murray Dean Craven, född 20 juli 1964, är en kanadensisk före detta professionell ishockeyspelare som tillbringade 18 säsonger i den nordamerikanska ishockeyligan National Hockey League (NHL), där han spelade för ishockeyorganisationerna Detroit Red Wings, Philadelphia Flyers, Hartford Whalers, Vancouver Canucks, Chicago Blackhawks och San Jose Sharks. Han producerade 759 poäng (266 mål och 493 assists) samt drog på sig 524 utvisningsminuter på 1 071 grundspelsmatcher. Craven spelade även på lägre nivå för Medicine Hat Tigers i Western Hockey League (WHL).
Craven draftades i första rundan i 1982 års draft av Detroit Red Wings som 17:e spelare totalt.

## Statistik
| 1980–1981  | Medicine Hat Tigers | WHL        | 69   | 5   | 10  | 15  | 18  | 5   | 0  | 0  | 0  | 2  |
| 1981–1982  | Medicine Hat Tigers | WHL        | 72   | 35  | 46  | 81  | 49  | —   | —  | —  | —  | —  |
| 1982–1983  | Detroit Red Wings   | NHL        | 31   | 4   | 7   | 11  | 6   | —   | —  | —  | —  | —  |
|            | Medicine Hat Tigers | WHL        | 28   | 17  | 29  | 46  | 35  | —   | —  | —  | —  | —  |
| 1983–1984  | Detroit Red Wings   | NHL        | 15   | 0   | 4   | 4   | 6   | —   | —  | —  | —  | —  |
|            | Medicine Hat Tigers | WHL        | 48   | 38  | 56  | 94  | 53  | 4   | 5  | 3  | 8  | 4  |
| 1984–1985  | Philadelphia Flyers | NHL        | 80   | 26  | 35  | 61  | 30  | 19  | 4  | 6  | 10 | 11 |
| 1985–1986  | Philadelphia Flyers | NHL        | 78   | 21  | 33  | 54  | 34  | 5   | 0  | 3  | 3  | 4  |
| 1986–1987  | Philadelphia Flyers | NHL        | 77   | 19  | 30  | 49  | 38  | 12  | 3  | 1  | 4  | 9  |
| 1987–1988  | Philadelphia Flyers | NHL        | 72   | 30  | 46  | 76  | 58  | 7   | 2  | 5  | 7  | 4  |
| 1988–1989  | Philadelphia Flyers | NHL        | 51   | 9   | 28  | 37  | 52  | 1   | 0  | 0  | 0  | 2  |
| 1989–1990  | Philadelphia Flyers | NHL        | 76   | 25  | 50  | 75  | 42  | —   | —  | —  | —  | —  |
| 1990–1991  | Philadelphia Flyers | NHL        | 77   | 19  | 47  | 66  | 53  | —   | —  | —  | —  | —  |
| 1991–1992  | Philadelphia Flyers | NHL        | 12   | 3   | 3   | 6   | 8   | —   | —  | —  | —  | —  |
|            | Hartford Whalers    | NHL        | 61   | 24  | 30  | 54  | 38  | 7   | 3  | 3  | 6  | 6  |
| 1992–1993  | Hartford Whalers    | NHL        | 67   | 25  | 42  | 67  | 20  | —   | —  | —  | —  | —  |
|            | Vancouver Canucks   | NHL        | 10   | 0   | 10  | 10  | 12  | 12  | 4  | 6  | 10 | 4  |
| 1993–1994  | Vancouver Canucks   | NHL        | 78   | 15  | 40  | 55  | 30  | 22  | 4  | 9  | 13 | 18 |
| 1994–1995  | Chicago Blackhawks  | NHL        | 16   | 4   | 3   | 7   | 2   | 16  | 5  | 5  | 10 | 4  |
| 1995–1996  | Chicago Blackhawks  | NHL        | 66   | 18  | 29  | 47  | 36  | 9   | 1  | 4  | 5  | 2  |
| 1996–1997  | Chicago Blackhawks  | NHL        | 75   | 8   | 27  | 35  | 12  | 2   | 0  | 0  | 0  | 2  |
| 1997–1998  | San Jose Sharks     | NHL        | 67   | 12  | 17  | 29  | 25  | 6   | 1  | 1  | 2  | 0  |
| 1998–1999  | San Jose Sharks     | NHL        | 43   | 4   | 10  | 14  | 18  | 6   | 1  | 1  | 2  | 0  |
| 1999–2000  | San Jose Sharks     | NHL        | 19   | 0   | 2   | 2   | 4   | —   | —  | —  | —  | —  |
| NHL totalt | NHL totalt          | NHL totalt | 1071 | 266 | 493 | 759 | 524 | 118 | 27 | 43 | 70 | 66 |
| WHL totalt | WHL totalt          | WHL totalt | 217  | 95  | 141 | 236 | 155 | 9   | 5  | 3  | 8  | 6  |